# IC 3928
IC 3928 је елиптична галаксија у сазвјежђу Ловачки пси која се налази на листи објеката дубоког неба у Индекс каталогу.
Деклинација објекта је + 40° 26' 30" а ректасцензија 12h 57m 18,3s. Привидна величина (магнитуда) објекта IC 3928 износи 15,5 а фотографска магнитуда 16,5.